# Паоли, Пьетро
Пьетро Паоли (итал. Pietro Paoli, 2 мая 1759, Ливорно — 21 февраля 1839, Флоренция) — итальянский математик, преподаватель, научный писатель.

## Биография
Первоначально учился в иезуитском колледже в Ливорно, в 1774 году поступил в университет Пизы, где первоначально изучал право и в 1778 году окончил юридический факультет, но затем переквалифицировался на математику. С 1780 года был учителем математики и в 1780 году занял в звании профессора кафедру элементарной математики в университете Павии. В 1784 году перешёл на кафедру алгебры и математического анализа в университете Пизы, которую возглавлял в том же звании до 1814 года (с перерывом в 1799—1800 годах, когда университет был закрыт); в период наполеоновского правления был почётным инспектором, в 1805 году стал королевским советником; в 1814 году был назначен на восстановленную специально для него должность аудитора университета для работы в составе комиссии по разработке его нового устава. В 1816 году переехал во Флоренцию и стал суперинтендантом по вопросам образования Великого герцогства Тоскана, а в 1817 году возглавил управление по разработке нового земельного кадастра Тосканы. В 1834 году вошёл в состав Итальянского общества, был также членом множества академий.
Как учёный занимался вопросами дифференциальных уравнений, интегралов, бесконечности, проблемами механики и оптики. Несмотря на значительную практическую работу в области гидравлики, оставил всего два сочинения по этой дисциплине. 